# Đường sắt liên thành phố Bắc Kinh – Tân Hải

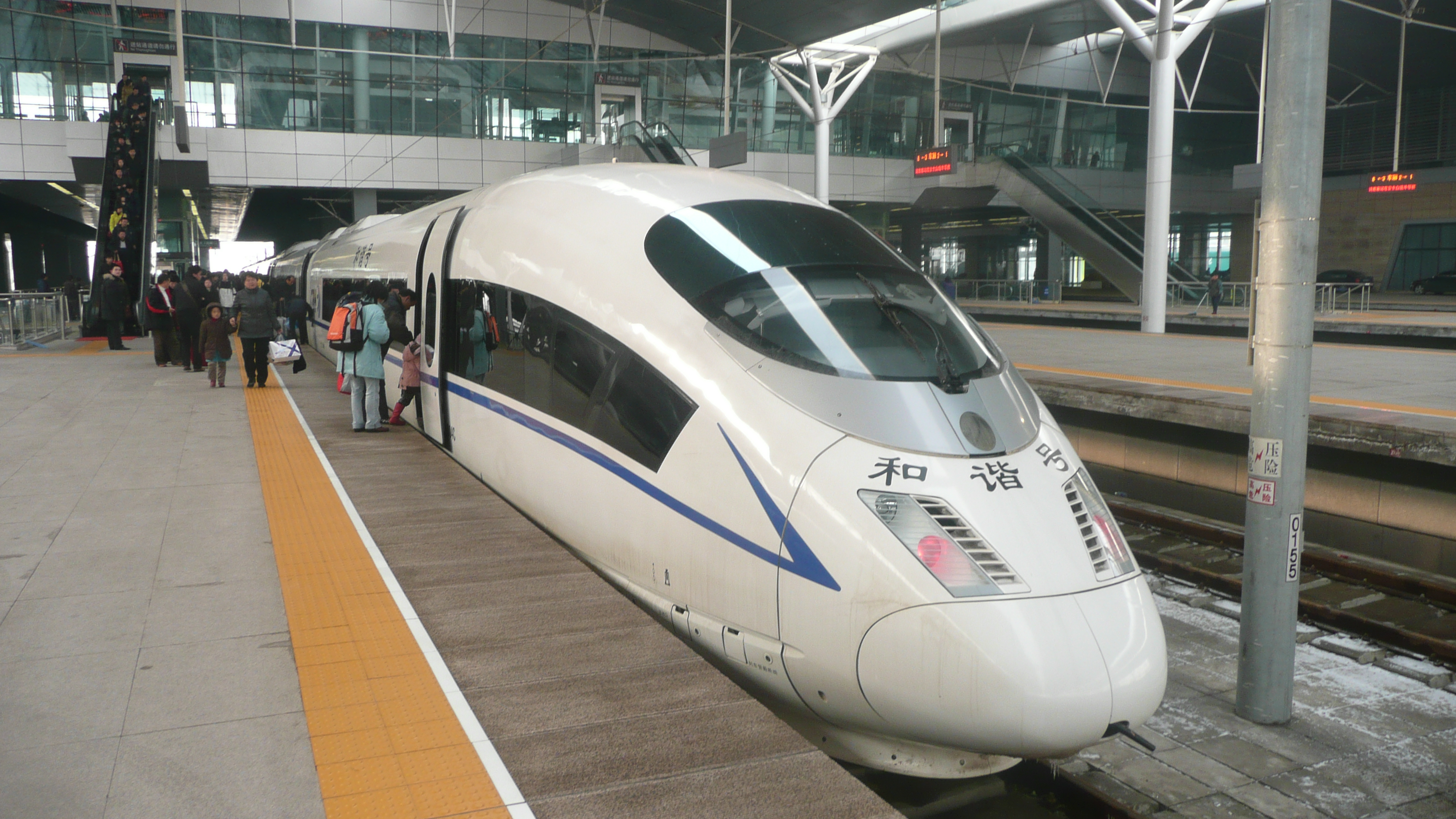
Một đoàn tàu tại ga Thiên Tân

Đường sắt liên thành phố Bắc Kinh – Tân Hải (Binhbin), còn được gọi là tuyến đường sắt liên tỉnh Bắc Kinh thứ hai, là một tuyến đường sắt cao tốc mới nằm giữa hai thành phố Bắc Kinh và Thiên Tân. Nó sẽ chạy từ ga đường sắt Trung tâm hành chính phụ Bắc Kinh đến ga đường sắt Bìnhai. Nửa đầu của dự án này sẽ được xây dựng như một phần của tuyến đường sắt liên tỉnh Bắc Kinh cho đến ga đường sắt Bảo Trì Nam, nơi tuyến nhánh đi về phía nam dọc theo tuyến đường mới đến Thiên Tân. Cùng với tuyến đường sắt liên thành phố Bắc Kinh - Đường Sơn, tuyến đường sắt này tạo thành một phần của 4 tuyến Bắc-Nam khu vực được đề xuất, 4 tuyến Đông-Tây tạo thành một mạng lưới cho các dịch vụ đi lại nhanh trên khắp Bắc Kinh, Thiên Tân và Hà Bắc.

## Tuyến đường
Nó bắt đầu tại ga đường sắt Trung tâm hành chính phụ Bắc Kinh, nằm ở quận Thông Châu. Và sau đó nó đi vào quận Xianghe, Hà Bắc và quận Bảo Trì, Thiên Tân. Dự án này sau đó đi chệch khỏi tuyến ICR Bắc Kinh-Đường Sơn để đi về phía nam qua phía đông quận Ngô Thanh, quận Ninghe, quận Beichen, quận Dongli đến một nhà ga tại sân bay quốc tế Tân Hải Thiên Tân cho đến khi chấm dứt ở khu vực mới Tân Hải.